# Norfolk Admirals
A Norfolk Admirals egy amerikai jégkorongcsapat az virginiai Norfolkban. A franchise az 1995-ös alapításakor a West Coast Hockey League-ben  játszott, a 2003-04-es szezontól kezdve az ECHL-ben játszik, azon belül a keleti főcsoportnak az északi divíziójában. A klub a 8 701 férőhelyes Norfolk Scope-ban játszik. A csapat partnerszerződésben áll a National Hockey League-ben szereplő Winnipeg Jets-cel, illetve az American Hockey League-ben szereplő Manitoba Moose-szal.

## Története
A franchise-ot 1995-ben alapították.

### Franchise története
- 1995–1998: Bakersfield Fog
- 1998–2015: Bakersfield Condors
- 2015–napjainkig: Norfolk Admirals

## Helyezések
A csapat eddig még nem jutott be a rájátszássorozatba.